# Guimorcondo (stacja kolejowa)
Guimorcondo (hiszp. Estación de Guimorcondo) – stacja kolejowa w miejscowości Tornadizos de Ávila, w Prowincji Ávila, we wspólnocie autonomicznej Kastylia i León, w Hiszpanii.
Obsługuje połączenia średniego dystansu Renfe.

## Położenie stacji
Znajduje się na km 114,3 linii Madryt – Hendaye, na wysokości 1153 m n.p.m..

## Historia
Stacja została otwarta 1 lipca 1863 wraz z otwarciem odcinka Ávila – El Escorial linii Madryt – Hendaye. Linię zbudowała Compañía de los Caminos de Hierro del Norte de España. W 1941 w wyniku nacjonalizacji hiszpańskiej kolei, stała się częścią RENFE.
Od 31 grudnia 2004 Renfe Operadora zarządza liniami, a Adif jest właścicielem obiektów kolejowych.

## Linie kolejowe
- Madryt – Hendaye

## Połączenia
| Linia MD | Pociągi  | Z/Do             | Do/Z  |
| -------- | -------- | ---------------- | ----- |
| 51       | Regional | Madryt Chamartín | Ávila |